# Serra Sant’Abbondio
Serra Sant’Abbondio (im gallomarchesischen Dialekt: la Sèrra) ist eine italienische Gemeinde (comune) mit 881 Einwohnern (Stand 31. Dezember 2023) in der Provinz Pesaro und Urbino in den Marken. Die Gemeinde liegt etwa 48 Kilometer südsüdwestlich von Pesaro und etwa 28 Kilometer südsüdöstlich von Urbino, gehört zur Comunità montana del Catria e Cesano und grenzt unmittelbar an die Provinzen Ancona und Perugia.
Im Gemeindegebiet liegt die Fonte Avellana, ein im 10. Jahrhundert gegründetes katholisches Kloster.
2019 wurde eine Gemeindepartnerschaft mit Rüdesheim am Rhein begründet.